# Сборник рассказов для детей
«Сборник рассказов для детей» — сборник из 17 фантастических рассказов и оригинальных сказок английского писателя и поэта Уолтера де ла Маре. Впервые опубликована издательством «Фабер и Фабер» в 1947 году с иллюстрациями Ирэн Хокинс. Книга получила ежегодную медаль Карнеги как лучшая детская книга года, написанная британским писателем.

## Содержание глав
В сборнике 17 рассказов.
- Дик и бобовый стебель: Дик обнаруживает старый бобовый стебель Джека и взбирается по нему, чтобы найти землю гигантов, у которых не очень приятные воспоминания о Джеке.
- Голландский сыр: упрямый молодой фермер обижает игривых лесных фей, и поэтому его сестре приходится договариваться с ними о примирении.
- Пенни в день: гном помогает молодой девушке с ее домашними делами за определенную плату.
- Пугало: пожилой мужчина рассказывает своей племяннице, как однажды увидел фею, сидящую на чучеле.
- Три спящих мальчика из Уорикшира: трое трубочистов-подмастерьев убегают от своего жестокого хозяина во сне, но когда он останавливает их души, возвращающиеся в их тела, они впадают в волшебный сон, который длится пятьдесят три года. Это было описано как «лучшая из всех современных коротких сказок ... простая история, но увлекательная и красиво рассказанная».
- Прекрасная Мифанви: любящий отец держит свою прекрасную дочь в виртуальном заточении, но слухи о ее красоте распространяются повсюду.
- Люси: три стареющих сестры переживают трудные времена, но младшая решает, что надо начинать новую жизнь.
- Мисс Джемайма: пожилая женщина рассказывает внучке о давних временах, когда ее чуть не увлекла фея.
- Волшебная куртка: добрый адмирал дарит молодому художнику свою куртку, которая принесла ему удачу и успех.
- Лорд-рыба: ленивый молодой рыбак забредает в чужую страну, где встречает девушку-полурыбу и сам превращается в рыбу.
- Старый лев: в Африке моряку дарят необыкновенную обезьяну, которая пользуется феноменальным успехом на сцене в Лондоне.
- Метлы: старушка начинает подозревать своего любимого кота.
- Крестная мать Алисы: древняя крестная мать Алисы предлагает поделиться секретом ее долгой жизни.
- Мария-Муха: у Марии необычный опыт общения с мухой.
- Посетители: Том видит странных птиц, которые меняют его жизнь.
- Самбо и снежные горы: Самбо лечит себя всевозможными лекарствами, пытаясь стать белым.
- Загадка: некоторые дети играют со старым деревянным сундуком, хотя их предупредили держаться от него подальше.

## Иллюстрации
Рисунки к сборнику сделала художник Ирэн Хокинс. Критик Мюриэль Грин написала в обзоре сборника: «Мистеру де ла Мар особенно повезло, что иллюстрации к его книге сделала Ирэн Хокинс, которая может так прекрасно интерпретировать его работы, и хорошее впечатление от книги усиливается ее очаровательными иллюстрациями».  Для издания 1957 года новые иллюстрации были заказаны Робином Жаком. Рецензент Маркус Крауч считает эти штриховые рисунки одной из лучших работ Жака, художественно подчеркивающих домашний уют мира де ла Маре.

## Критика
Роджер Ланселин Грин описал рассказы Уолтера де ла Мара как обладающие сильной, но очень особенной привлекательностью: «Эти странные, домашние сказки о чудесах очаровывают своих читателей...».